# Synagoge (Nastätten)

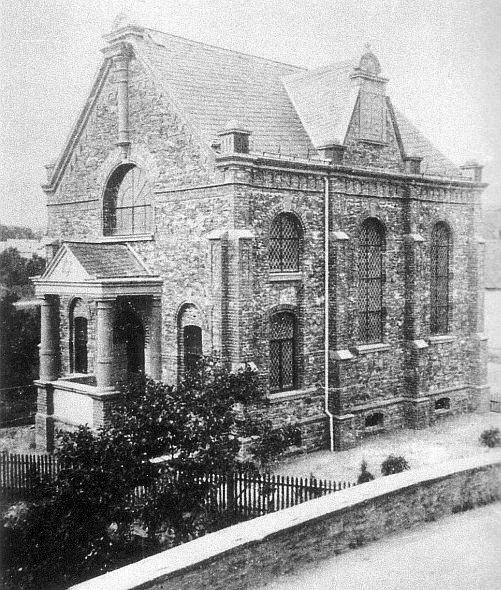
Synagoge in Nastätten (1904)

Die Synagoge in Nastätten, einer Stadt im Rhein-Lahn-Kreis in Rheinland-Pfalz, wurde 1903/04 errichtet und beim Novemberpogrom 1938 zerstört. Die Synagoge befand sich an der Rheinstraße/Ecke Brühlstraße.

## Geschichte
Der bisherige Betsaal wurde Ende des 19. Jahrhunderts zu klein und die jüdische Gemeinde wünschte den Bau einer repräsentativen Synagoge. Sie erwarb ein Grundstück an der Rheinstraße und baute nach Plänen des Nastätter Architekten Christian Schuck 1903/04 ihre Synagoge, die am 29./30. Juli 1904 unter großer Anteilnahme der Bevölkerung eingeweiht wurde.
In der Zeit des Nationalsozialismus kam es bereits im März 1937 zu Ausschreitungen als die Fenster der Synagoge eingeworfen wurden. Die Fenster wurde nicht erneuert, da eine Wiederholung befürchtet wurde. Beim Novemberpogrom 1938 wurde die Inneneinrichtung der Synagoge durch SA-Männern aus Nastätten und Umgebung zerstört. Der goldene Davidstern wurde vom Giebel entfernt.      
Die Ruine der Synagoge wurde im März 1939 abgebrochen und das Grundstück eingeebnet. Nach 1945 wurde auf dem Grundstück ein Parkplatz angelegt. 

## Gedenken
Im Jahr 1987 wurde eine Gedenktafel mit folgender Inschrift angebracht: „Zum Gedenken an das Schicksal unserer jüdischen Mitbürger. Hier stand die Synagoge bis 1938. Stadt Nastätten“.  

Pläne der Synagoge von Christian Schuck
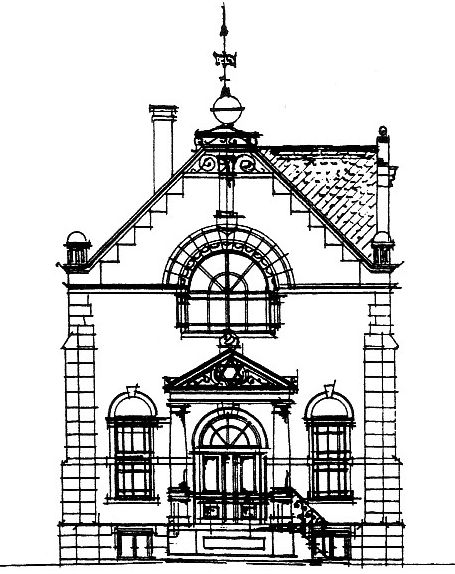
Westfassade
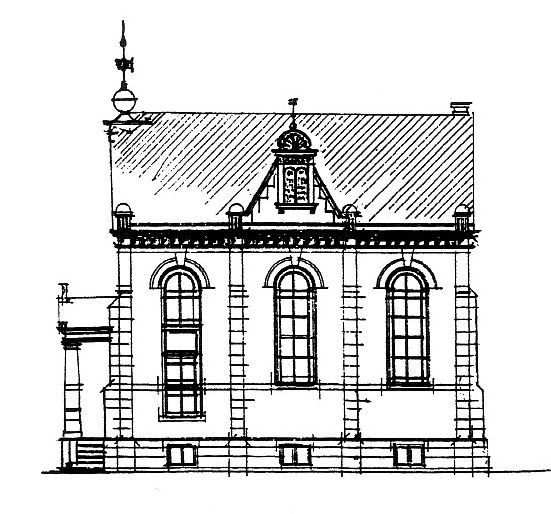
Seitenansicht
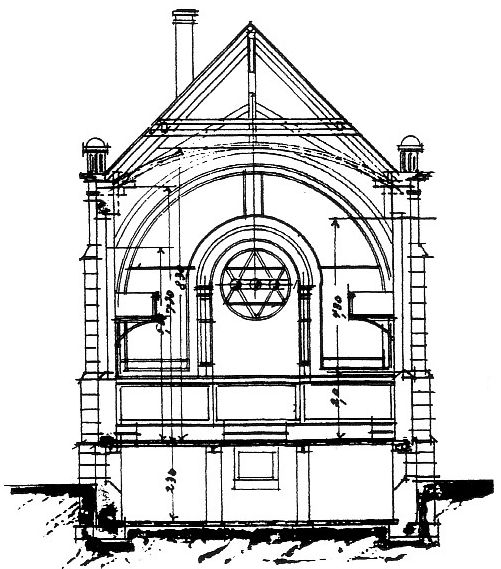
Querschnitt
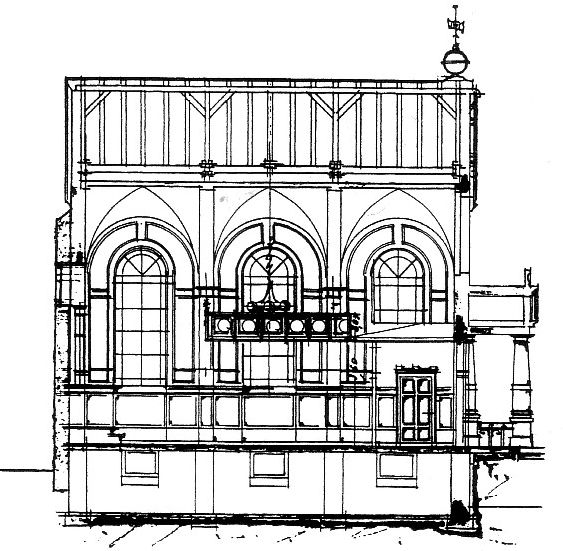
Längsschnitt